# Pfarrkirche St. Vitus (Merenschwand)

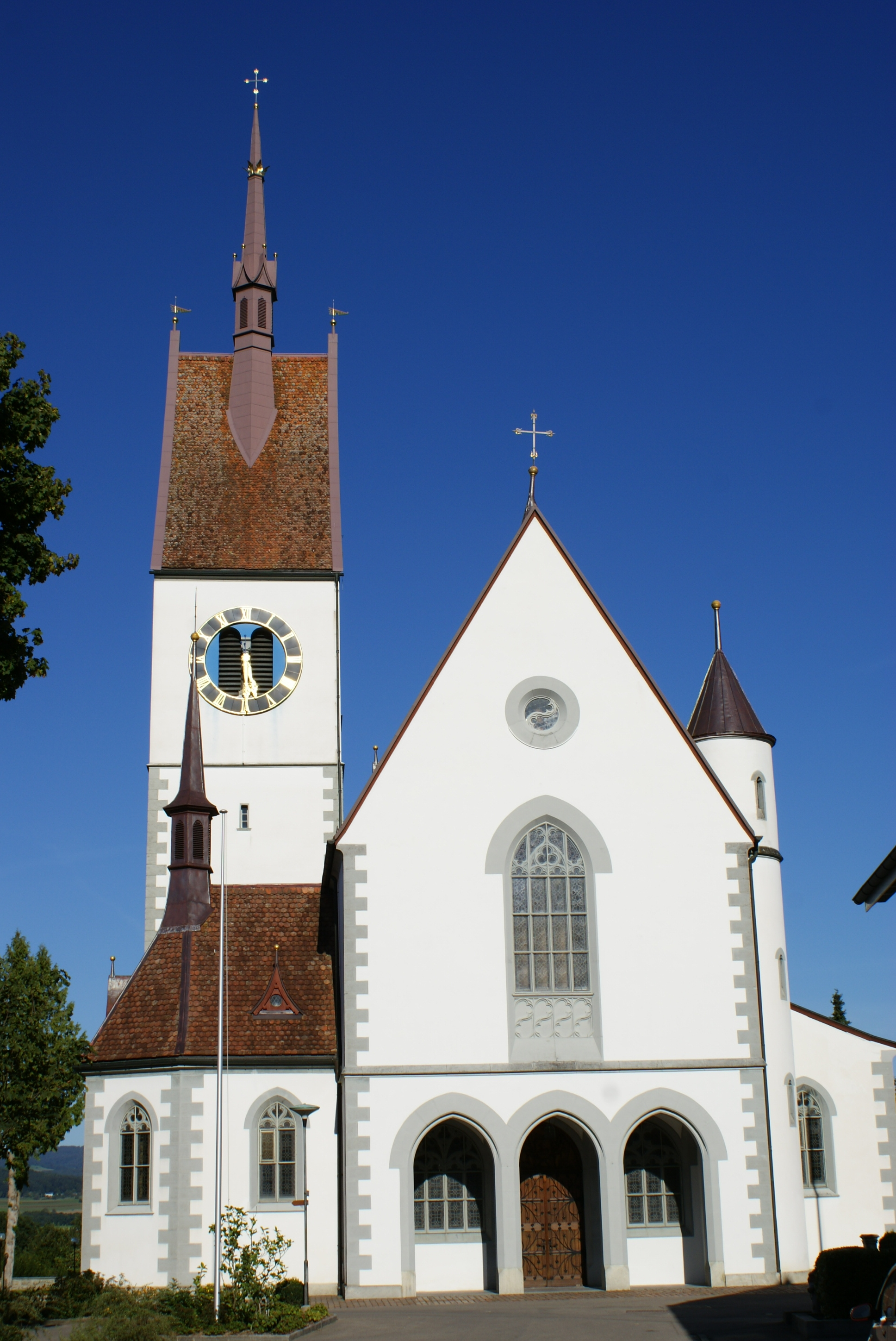
Pfarrkirche St. Vitus

Die Pfarrkirche St. Vitus ist die römisch-katholische Pfarrkirche von Merenschwand im Kanton Aargau. Das denkmalgeschützte Gebäude im Dorfzentrum ist ein Kulturgut von nationaler Bedeutung. Romanische Grundmauern stammen aus dem 12. Jahrhundert, der Chor im gotischen Stil aus der Zeit um 1500. Dominierend sind neugotische Stilelemente, das Resultat des von August Hardegger durchgeführten Umbaus in den 1890er Jahren.

## Geschichte
Die erste urkundliche Erwähnung einer Kirche in Merenschwand erfolgte im Jahr 1245, das Patrozinium des Heiligen Vitus (Veit) wird erstmals 1410 genannt. Die romanischen Grundmauern des Kirchturms lassen jedoch darauf schliessen, dass das Gebäude bis mindestens in das 12. Jahrhundert zurückreicht. Kollatoren der Kirche waren zunächst die Grafen von Homberg, ab 1293 die Herren von Hünenberg. 1393 wurde der Kirchensatz an das Kloster Kappel verkauft, 1531 an das Kloster im Hof in Luzern.
Zwischen 1497 und 1507 wurde der Chor neu erbaut, in den Jahren 1516/17 fand ein Umbau des Kirchenschiffs statt. 1531 richteten Truppen aus dem reformierten Bern während des Zweiten Kappelerkriegs Schäden in der Kirche an. Nach den Instandstellungsarbeiten (Bern leistete gemäss den Bedingungen des Zweiten Kappeler Landfriedens finanzielle Wiedergutmachung) weihte der Weihbischof von Konstanz die Kirche am 12. Oktober 1532 neu ein. Heinrich Dieffolt, ein Bildschnitzer aus Feldkirch, fertigte 1587 einen neuen Altar für Merenschwand. Dieser wurde jedoch auf dem Transportweg in Zürich von einer aufgebrachten Menge zerstört. Nur die prompte Entschuldigung des Zürcher Rates und eine angemessene Entschädigung verhinderten eine Eskalation des konfessionellen Konflikts. 1686 überführte man die Reliquien des Katakombenheiligen Vinzenz von Rom nach Merenschwand und baute zu diesem Zweck eine Kapelle an; eine Wallfahrt entwickelte sich jedoch nie.
1727/28 erfolgte aufgrund der Bevölkerungszunahme eine Erweiterung der Kirche, wobei die Stadt Luzern einen Teil des Baumaterials spendete. Doch auch diese Erweiterung genügte den Anforderungen noch einiger Zeit nicht mehr, so dass 1897 der Beschluss zum Neubau eines grösseren Kirchenschiffs und zur Erhöhung des Kirchturms fiel. Nach Plänen des Architekten August Hardegger erhielt die Kirche ihr heutiges, weitgehend neugotisches Aussehen. Leonhard Haas, der Bischof von Basel, weihte sie am 16. Mai 1899 ein. Das Landesmuseum Zürich erwarb einen grossen Teil der alten Ausstattung.

## Bauwerk

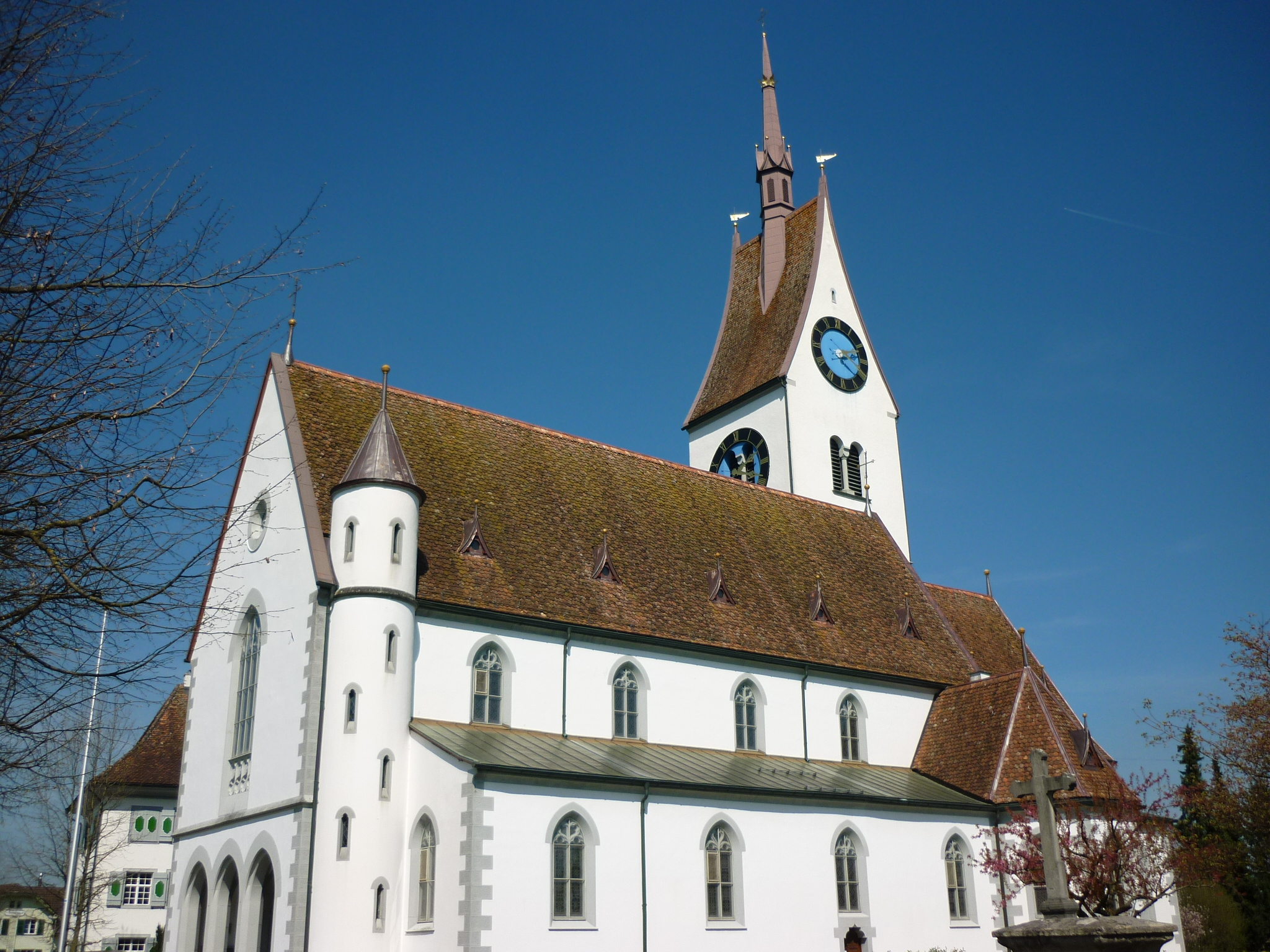
Seitenansicht

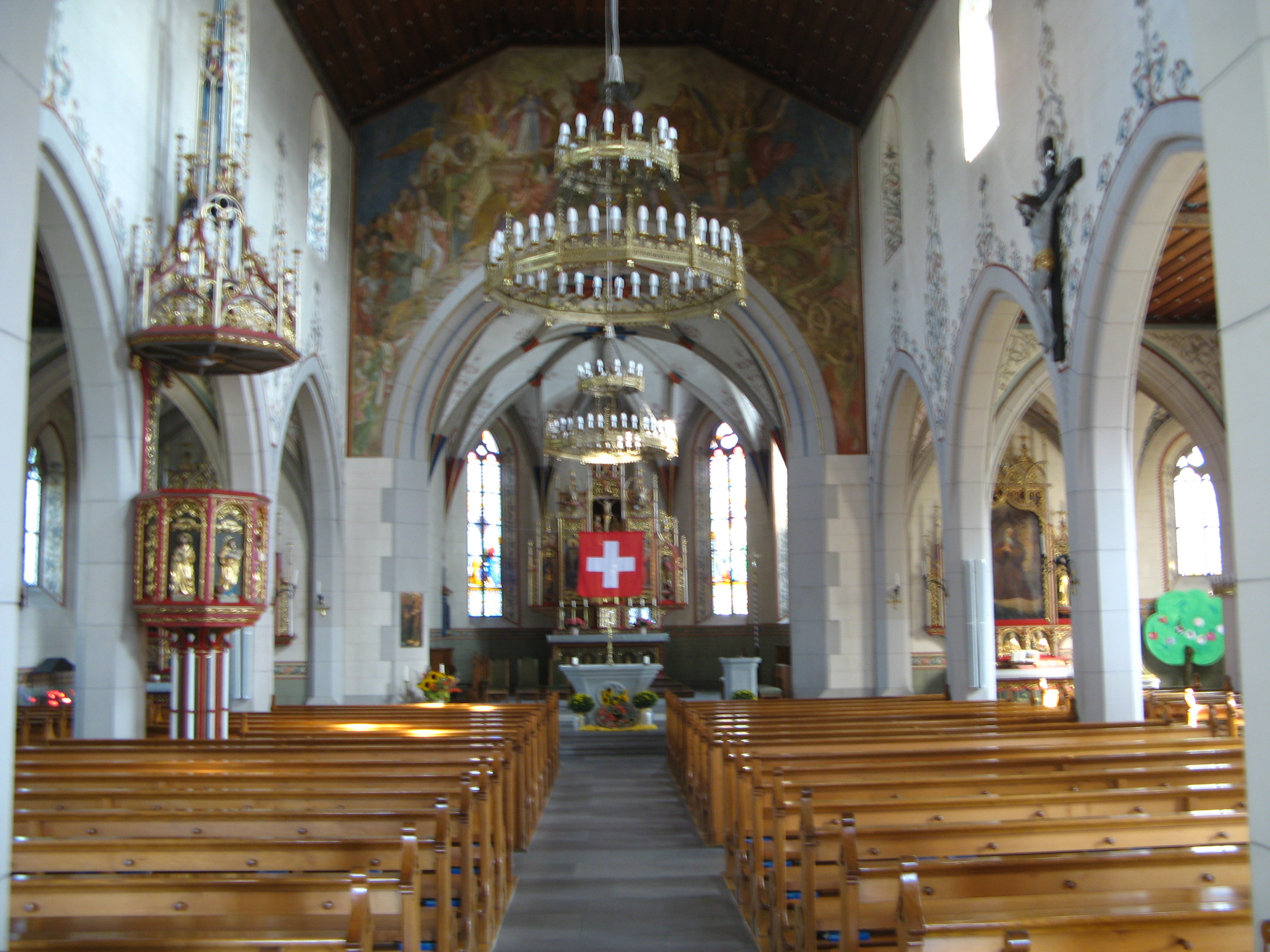
Innenraum

Die Kirche bildet zusammen mit der aus dem 15. Jahrhundert stammenden Kaplanei und dem 1925/26 errichteten Pfarrhaus eine Gebäudegruppe an der Südseite des Friedhofs. Beim Um- und Neubau von 1897 bis 1899 fügte Hardegger einen halbzylindrischen Treppenturm an den Kirchturm an und ergänzte ihn mit romanischen Schalllöchern, einem höheren und breiteren Turmdach sowie einem Dachreiter. Das mittlere Schiff des Langhauses, das breiter und höher als der Chor ist, wird von niedrigen Seitenschiffen mit flachen Pultdächern flankiert. Das südliche Seitenschiff wird von der chorartig hervorstehenden Vinzenkapelle unterbrochen und schliesst sich an die Sakristei an. Eine dreiachsige Vorhalle, ein Hauptfenster und eine Giebelrosette gliedern die Westfassade. An der südlichen Ecke der hervorstehenden Westfassade ragt ein zweiter Treppenturm in die Höhe.
Das Mittelschiff des Langhauses, das fünf Joche zählt, wird von weit gespannten Spitzbogenarkaden auf achtkantigen Pfeilern getragenl. Die glatten Hochwände des Mittelschiffs werden von kleinen Fenstern durchbrochen, während die Holzdecke trapezförmig ist. Arkadenartige Schildbögen tragen die flach gedeckten Seitenschiffe. Der Chor ist zwei Achsen tief; nach Nordosten, Südosten und Süden öffnen sich zweiteilige Masserkfenster. Acht rechtwinklig-gleichschenklige Dreiecke, ein Quadrat und zehn Rauten bilden das Muster des Sterngewölbes des Chors. 
Das Erdgeschoss des Kirchturms (mit Tonnengewölbe) enthielt einst die Sakristei und Archiv des Amtes Merenschwand. Zwei Wendeltreppen (eine im Innern und eine im angebauten Treppenturm) führen zur Glockenstube. Dort hingen einst fünf Glocken aus dem 15. bis zum frühen 18. Jahrhundert. Nachdem die grösste Glocke 1887 gesprungen war, fertigte die Aarauer Giesserei H. Rüetschi ein neues Geläut mit der Tonfolge h° – dis' – fis' – gis' – h'. Im Dach der Vinzenzkapelle hängt eine alte Glocke, die wahrscheinlich um 1687/88 angefertigt wurde.
Die Orgel von 1967 ist ein Werk der Orgelbauer Armagni und Mingot aus Lausanne. Sie hat einen Umfang von 22 Registern auf zwei Manualen und Pedal. 2021 wurde durch die Orgelmanufaktur 
Orgelbau Graf eine umfassende Revision vorgenommen. Das Vorgängerinstrument mit 14 Registern war 1899 von Orgelbauer Friedrich Goll gebaut und 1917 auf 16 Register erweitert worden.